# Geoffrey Bodenhausen

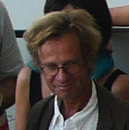
Geoffrey Bodenhausen (2009)

Geoffrey Bodenhausen (* 7. Mai 1951 in Den Haag, Holland) ist ein französischer Chemiker. Sein Arbeitsgebiet ist die NMR-Spektroskopie.

## Leben
Geoffrey Bodenhausen studierte Chemie an der ETH Zürich bis zum Diplom 1974. 1977 wurde er an der Oxford University zum Ph.D. promoviert, wobei Ray Freeman sein Mentor war. Anschließend begann er unter der Leitung von Robert und Geriotze Vold an der University of California, San Diego seine Forschung als Postdoc, wonach er mit Leo Neuringer und Robert G. Griffin am Massachusetts Institute of Technology arbeitete. 1980 wechselte er an die ETH Zürich, wo er in der Arbeitsgruppe von Richard R. Ernst tätig war. Es folgte 1985 ein Lehrauftrag an der Universität Lausanne.
1994 wurde er an der Florida State University in Tallahassee Professor und Leiter vom Institute for Advanced Studies in Magnetic Resonance. Bodenhausen wurde 1996 auserwähltes Mitglied der American Physical Society. Im selben Jahr übernahm er an der École Normale Supérieure in Paris einen Lehrauftrag und nahm gleichzeitig eine Teilzeitstelle am École Polytechnique Fédérale de Lausanne in der Schweiz an. Auch noch heute geht er diesen beiden Beschäftigungen nach. Von 2005 bis 2011 war er zusätzlich Mitglied bei EUROMAR. Zurzeit ist Bodenhausen Mitglied bei der Royal Netherlands Academy of Arts and Sciences und des redaktionellen Gremiums der Zeitschrift Progress in Nuclear Magnetic Resonance Spectroscopy.
Geoffrey Bodenhausen ist verheiratet und hat zwei Töchter.

## Forschung
Geoffrey Bodenhausen schlug 1976 im Bereich der Spektroskopie ein Schema vor, um selektive Reize kleiner Mengen eines mehrwelligen Spektrums zu erzeugen. Dieses Schema wurde später von Morris und Freeman DANTE genannt. Im Jahre 1977 entdeckten Bodenhausen und Freeman eine Möglichkeit der indirekten Detektion der Protonenresonanzfrequenz zwischen Protonen und Heterokernen. 1980 haben Bodenhausen und David J. Ruben dann die HSQC (Heteronuclear Single Quantum Coherence) präsentiert, wobei es sich um eine zweidimensionale Methode handelt. Bodenhausen und Eich arbeiteten anschließend gemeinsam daran eine homonuklearen Kohärenzübertragung zu ermöglichen. 1984 konnte Bodenhausen schließlich – gemeinsam mit Herbert Kogler und Richard R. Ernst – einen Artikel im Journal of Magnetic Resonance veröffentlichen, in dem sie beschrieben wie die Selektion spezifischer Kohärenzübertragungen in der NMR erfolgt. Im Jahre 1987 folgte eine Publikation mit Richard R. Ernst und Alexander Wokaun über Prinzipien der NMR in einer und zwei Dimensionen.

## Auszeichnungen
- 1990: Nationaler Latsis-Preis der Latsis-Stiftung[1]
- 1993: Ehrendoktor (honoris causa) der Universität Stockholm[1]
- 1997: Korrespondent der Königlichen Niederländischen Akademie der Wissenschaften[1]
- 2006: Catalan-Sabatier-Preis der der spanischen Royal Society of Chemistry[1]
- 2008: Mitglied des internationalen Vereins für Magnetresonanz[1]
- 2017: Ritter der Ehrenlegion (Chevalier de la Légion d’honneur)[1]
- 2019: Günther Laukien Preis[1]

## Patente
- Patent  EP0396710B1: Verfahren zum selektiven Anregen von NMR-Signalen. Angemeldet am 13. November 1989, veröffentlicht am 27. Juli 1994, Anmelder: Spectrospin AG, Erfinder: Geoffrey Bodenhausen, Lyndon Emsley.‌
- Patent  EP0502850B1: HF-Impuls-Kaskade zur Erzeugung von NMR-Spektren. Angemeldet am 6. Oktober 1990, veröffentlicht am 6. April 1994, Anmelder: Spectrospin AG, Erfinder: Geoffrey Bodenhausen, Lyndon Emsley.‌
- Patent  EP0538255B1: Mehrfachquanten NMR mit frequenzmodulierten Chirp Pulsen. Angemeldet am 11. Juli 1990, veröffentlicht am 2. Februar 1994, Anmelder: Spectrospin AG, Erfinder: Geoffrey Bodenhausen, Jean-Marc Boehelen, Irene Burghardt.‌
- Patent  EP1879039B1: Singulettzustand NMR-Austausch-Spektroskopie zur Studie sehr langsamer dynamischer Prozesse. Angemeldet am 24. Juni 2006, veröffentlicht am 23. November 2011, Anmelder: Bruker Biospin AG, Ecole Polytechnique Federale de Lausanne, Erfinder: Geoffrey Bodenhausen, Paul Vasos, Riddhiman Sarkar.‌
- Patent  EP2523012B1: Verfahren zur NMR-Spektroskopie mit anhaltenden Induktionsabfalls von langlebigen Kohärenzen. Angemeldet am 10. Mai 2011, veröffentlicht am 2. April 2014, Anmelder: Bruker Biospin AG, Ecole Polytechnique Federale de Lausanne, Erfinder: Sami Jannin, Aurelien Bornet, Geoffrey Bodenhausen.‌
- Patent  EP2549285B1: Fourier-Tickling für homonukleare Entkopplung in der NMR. Angemeldet am 18. Juli 2011, veröffentlicht am 16. Dezember 2015, Anmelder: Bruker Biospin AG, Ecole Polytechnique Federale de Lausanne, Erfinder: Geoffrey Bodenhausen, Diego Carnevale.‌
- Patent  EP2786165B1: Verfahren für NMR-basierte Bestimmung der Affinität von Arzneimitteln für ein Zielprotein. Angemeldet am 30. November 2011, veröffentlicht am 16. September 2015, Anmelder: Ecole Polytechnique Federale de Lausanne EPFL.‌